# Cerdon (Loiret)
Cerdon es una comuna francesa situada en el departamento de Loiret, en la región de Centro-Valle del Loira.

## Demografía
| 1046 | 1078 | 1078 | 1004 | 929 | 1009 | 932 |
| Para los censos de 1962 a 1999 la población legal corresponde a la población sin duplicidades (Fuente: INSEE [Consultar]) |      |      |      |     |      |     |